# Kirongoziella bivulnerata
Kirongoziella bivulnerata är en insektsart som beskrevs av Ronald Gordon Fennah 1957. Kirongoziella bivulnerata ingår i släktet Kirongoziella och familjen Tropiduchidae. Inga underarter finns listade i Catalogue of Life.